# 北方康吉鰻
北方康吉鰻（學名：Conger monganius），是輻鰭魚綱鰻形目康吉鳗科康吉鳗属的其中一種，分布於西南太平洋紐西蘭海域，本魚身體延長，尾部側扁漸細，為底棲性魚類，生活習性不明。